# Tyke (elefante)
Tyke (Mozambico, 1973 – Honolulu, 20 agosto 1994) è stata un'elefantessa africana, di circa 3.600 kg di peso, che veniva esibita negli spettacoli del Circo Internazionale di Honolulu, Hawaii, uccisa a seguito d'una ribellione nei confronti del circo stesso.

## Antefatti
Stando alle dichiarazioni da parte della PETA e di Tyrone Taylor, il suo precedente domatore, Tyke fu protagonista di tre precedenti attacchi prima della sua ribellione dell'agosto 1994.

### 21-22 aprile 1993
Il 21 aprile 1993, Tyke fuggì attraverso le porte anteriori del Jaffa Shrine Center, durante un tour ad Altoona, Pennsylvania, subendo la pressione degli addetti alla sicurezza del circo per un'ora. La furia dell'animale causò più di 14.000 dollari di danni. Un operaio del circo dichiarò che, il giorno successivo, Tyke tornò all'attacco coinvolgendo un domatore di tigri.

### 23 luglio 1993
Il 23 luglio 1993 Tyke perse nuovamente il controllo durante uno spettacolo tenuto al North Dakota State Fair, a Minot, Dakota del Nord, calpestando e ferendo un gestore e spaventando la folla, ribellione tenuta sotto controllo per circa 25 minuti. Secondo l'USDA e le documentazioni realizzate dalle forze dell'ordine canadesi, Tyke prima attaccò Hawthorn, un altro elefante del circo, poi si mise ad urlare e virò verso il pubblico, seminando paura e sgomento.

## Ribellione e morte
Il 20 agosto 1994, durante una performance al Neal S. Blaisdell Center, sempre ad Honolulu, si ribellò e ferì il suo toelettatore, William Dallas Beckwith, spingendolo numerose volte, prima di ferire mortalmente il suo stesso domatore Allen Campbell, che fu gettato a terra, trascinato e schiacciato sotto la sua enorme proboscide dopo aver tentato di soccorrere Beckwith; si constatò che Tyke manifestò un'inevitabile ribellione a seguito di soprusi e violenze subìte nel corso degli anni. Mentre l'elefantessa era fuori controllo, questa uscì fuori dall'arena, assalendo e ferendo il pubblicista Steve Hirano, il quale tentò di impedire a Tyke di fuggire dal parcheggio del circo nei pressi di Waimanu Street. Tre poliziotti di pattuglia, che assitevano all'attacco nei paraggi, spararono un totale di sei colpi di pistola in direzione dell'animale, distraendola e costringendola a fuggire lontano da Hirano. Per circa trenta minuti, Tyke percorse lungo la Ward Avenue del distretto di Kakaako, attraversando l'incrocio di Kawaiahao Street e il parcheggio dei grandi magazzini G.E.M., seminando disordine e panico tra i pedoni presenti. Alla fine, per metterla fuori combattimento, l'elefantessa, dopo aver subìto ventisei colpi di arma da fuoco, venne circondata dalle forze dell'ordine presso Ilaniwai Street e crivellata con altre cinquantaquattro pallottole da quattro agenti, facendola crollare a ridosso di una Camaro blu parcheggiata; l'animale, colpita da un totale di ottantasei colpi, impiegò all'incirca due ore prima di morire per dissanguamento.

## Conseguenze
Dopo l'incidente del 20 agosto 1994, Tyke è diventato simbolo delle tragedie da circo e dei diritti per gli animali. In seguito, le cause vennero depositate dalla città di Honolulu a carico del proprietario di Tyke, John Cuneo Jr., il quale venne denunciato, non solo per maltrattamento su animali, ma anche per aver causato sui bambini, presenti alla vicenda, dei traumi psicologici.
Dopo la morte dell'elefante, venne eseguita un'autopsia sul corpo di Allen Campbell, rivelando nel sangue del domatore la presenza di sostanze stupefacenti, quali cocaina ed alcol; difatti, alcuni impiegati dello zoo di Denver confermarono alcune denunce, a carico di Campbell, per maltrattamenti nei confronti di elefanti fin dalla fine degli anni '80, mentre gestiva una concessione per il giro di elefanti e cammelli.

## Nella cultura di massa
La band hardcore punk/powerviolence Man Is the Bastard scrisse la canzone Tyke, sulla fuga e la ribellione dell'animale. La traccia fu inclusa dell'album del 1995 Thoughtless....
La band cristiana thrash metal Tourniquet, nota per l'impegno contro i maltrattamenti degli animali, scrisse su Tyke la canzone 86 Bullets per il loro album del 2012 Antiseptic Bloodbath.
Alcuni spezzoni di filmati relativi all'incidente sono stati persino inseriti nel film documentario Earthlings, diretto nel 2005 da Shaun Monson e narrato da Joaquin Phoenix. Inoltre, la Jumping Dog Productions realizzò nel 2015 un documentario dal titolo Tyke: Elephant Outlaw.